# Noh Seon-yeong
Noh Seon-yeong (19 oktober 1989) is een voormalig Zuid-Koreaanse langebaanschaatsster.
Internationaal debuteerde Noh op het WK voor junioren 2005 waar ze individueel als zesde eindigde en in de ploegachtervolging zilver won. Als junior deed ze mee aan de Winterspelen van 2006 in Turijn op de 1500m en 3000 m waar ze respectievelijk op de 32e en 19e plaats eindigde. Op het WK voor junioren 2006 evenaarde ze het resultaat van 2005. In 2007 werd ze wereldkampioene bij de junioren.

## Persoonlijke records
| Afstand    | Tijd    | Datum             | Baan           |
| ---------- | ------- | ----------------- | -------------- |
| 500 meter  | 40,75   | 9 januari 2010    | Obihiro        |
| 1000 meter | 1.17,04 | 22 september 2017 | Calgary        |
| 1500 meter | 1.56,04 | 16 november 2013  | Salt Lake City |
| 3000 meter | 4.07,86 | 15 november 2013  | Salt Lake City |
| 5000 meter | 7.21,27 | 22 november 2008  | Moskou         |

## Resultaten
| Jaar | NK Afstanden          | NK Allround | CK Azië | WK Afstanden               | Olympische Spelen                    | WK Junioren        |
| ---- | --------------------- | ----------- | ------- | -------------------------- | ------------------------------------ | ------------------ |
| 2005 |                       |             |         |                            |                                      | 6e · achtervolging |
| 2006 | 1500m · 3000m · 5000m | Goud        | 7e      |                            | 32e 1500m 19e 3000m                  | 6e · achtervolging |
| 2007 | 1500m · 3000m         | Goud        | 6e      |                            |                                      | Goud               |
| 2008 |                       |             |         |                            |                                      |                    |
| 2009 |                       |             |         | 15e 1500m 19e 3000m        |                                      |                    |
| 2010 |                       |             | 5e      |                            | 30e 1500m 19e 3000m 8e achtervolging |                    |
| 2011 |                       |             |         |                            |                                      |                    |
| 2012 |                       |             |         | 15e 1500m 6e achtervolging |                                      |                    |
| 2013 |                       |             |         | 24e 3000m · achtervolging  |                                      |                    |
| 2014 |                       |             |         |                            | 29e 1500m 25e 3000m 8e achtervolging |                    |
| 2015 |                       |             |         | 17e 1500m 5e achtervolging |                                      |                    |
|      |                       |             |         |                            |                                      |                    |
| 2017 |                       |             |         | 5e achtervolging           |                                      |                    |
| 2018 |                       |             |         |                            | 14e 1500m 8e achtervolging           |                    |

### Medaillespiegel
| Kampioenschap | Goud | Zilver | Brons |
| ------------- | ---- | ------ | ----- |
| NK Afstanden  | 3    | 2      | 0     |
| NK Allround   | 2    | 0      | 0     |
| WK Junioren   | 1    | 2      | 0     |